# Liste der Bodendenkmäler in Ohrenbach
Auf dieser Seite sind die Bodendenkmäler in der mittelfränkischen Gemeinde Ohrenbach zusammengestellt. Diese Tabelle ist eine Teilliste der Liste der Bodendenkmäler in Bayern. Grundlage ist die Bayerische Denkmalliste, die auf Basis des Bayerischen Denkmalschutzgesetzes vom 1. Oktober 1973 erstmals erstellt wurde und seither durch das Bayerische Landesamt für Denkmalpflege geführt wird. Die folgenden Angaben ersetzen nicht die rechtsverbindliche Auskunft der Denkmalschutzbehörde.

## Bodendenkmäler der Gemeinde Ohrenbach

### Bodendenkmäler in der Gemarkung Adelshofen
| Lage                  | Objekt                                     | Akten-Nr.     | Bild |
| --------------------- | ------------------------------------------ | ------------- | ---- |
| Adelshofen (Standort) | Grabhügel vorgeschichtlicher Zeitstellung. | D-5-6527-0086 |      |

### Bodendenkmäler in der Gemarkung Endsee
| Lage              | Objekt                     | Akten-Nr.     | Bild |
| ----------------- | -------------------------- | ------------- | ---- |
| Endsee (Standort) | Siedlung des Neolithikums. | D-5-6527-0127 |      |

### Bodendenkmäler in der Gemarkung Habelsee
| Lage                | Objekt | Akten-Nr.     | Bild |
| ------------------- | --- | ------------- | ---- |
| Habelsee (Standort) | Siedlung des Neolithikums. | D-5-6527-0068 |      |
| Habelsee (Standort) | Mittelalterlicher Burgstall, frühneuzeitliche Befunde im Bereich von Schloss Habelsee.                                                                           | D-5-6527-0124 |      |
| Habelsee (Standort) | Siedlung des Neolithikums. | D-5-6527-0126 |      |
| Habelsee (Standort) | Siedlung des Neolithikums und der Urnenfelderzeit. | D-5-6527-0128 |      |
| Habelsee (Standort) | Siedlung der Metallzeiten. | D-5-6527-0129 |      |
| Habelsee (Standort) | Siedlung vorgeschichtlicher Zeitstellung. | D-5-6527-0131 |      |
| Habelsee (Standort) | Siedlung des Neolithikums. | D-5-6527-0132 |      |
| Habelsee (Standort) | Mittelalterliche und frühneuzeitliche Befunde im Bereich der evangelisch-lutherischen Pfarrkirche St. Michael, Friedhof des Mittelalters und der frühen Neuzeit. | D-5-6527-0135 |      |

### Bodendenkmäler in der Gemarkung Mörlbach
| Lage                | Objekt                                                                                           | Akten-Nr.     | Bild |
| ------------------- | ------------------------------------------------------------------------------------------------ | ------------- | ---- |
| Mörlbach (Standort) | Freilandstation des Mesolithikums, Siedlung des Neolithikums, der Bronzezeit und der Latènezeit. | D-5-6527-0046 |      |

### Bodendenkmäler in der Gemarkung Oberscheckenbach
| Lage                        | Objekt | Akten-Nr.     | Bild |
| --------------------------- | --- | ------------- | ---- |
| Oberscheckenbach (Standort) | Siedlung vorgeschichtlicher Zeitstellung. | D-5-6527-0138 |      |
| Oberscheckenbach (Standort) | Siedlung vorgeschichtlicher Zeitstellung. | D-5-6527-0139 |      |
| Oberscheckenbach (Standort) | Siedlung der Steinzeiten. | D-5-6527-0140 |      |
| Oberscheckenbach (Standort) | Siedlung der Latènezeit und Siedlung der Steinzeiten. | D-5-6527-0142 |      |
| Oberscheckenbach (Standort) | Siedlung der Steinzeiten. | D-5-6527-0143 |      |
| Oberscheckenbach (Standort) | Siedlung der Metallzeiten. | D-5-6527-0144 |      |
| Oberscheckenbach (Standort) | Siedlung des Neolithikums. | D-5-6527-0145 |      |
| Oberscheckenbach (Standort) | Siedlung der Latènezeit. | D-5-6527-0146 |      |
| Oberscheckenbach (Standort) | Siedlung der Steinzeiten und der Latènezeit. | D-5-6527-0147 |      |
| Oberscheckenbach (Standort) | Siedlung des Neolithikums. | D-5-6527-0148 |      |
| Oberscheckenbach (Standort) | Siedlung vorgeschichtlicher Zeitstellung. | D-5-6527-0150 |      |
| Oberscheckenbach (Standort) | Siedlung vorgeschichtlicher Zeitstellung. | D-5-6527-0151 |      |
| Oberscheckenbach (Standort) | Siedlung vorgeschichtlicher Zeitstellung. | D-5-6527-0152 |      |
| Oberscheckenbach (Standort) | Siedlung des Neolithikums. | D-5-6527-0155 |      |
| Oberscheckenbach (Standort) | Mittelalterliche und frühneuzeitliche Befunde im Bereich der evangelisch-lutherischen Filialkirche St. Kilian, Friedhof des Mittelalters und der frühen Neuzeit. | D-5-6527-0293 |      |

### Bodendenkmäler in der Gemarkung Ohrenbach
| Lage                 | Objekt | Akten-Nr.     | Bild |
| -------------------- | --- | ------------- | ---- |
| Ohrenbach (Standort) | Viereckschanze der jüngeren Latènezeit. | D-5-6527-0102 |      |
| Ohrenbach (Standort) | Mittelalterlicher Turmhügel. | D-5-6527-0103 |      |
| Ohrenbach (Standort) | Freilandstation des Mesolithikums. | D-5-6527-0106 |      |
| Ohrenbach (Standort) | Siedlung des Neolithikums. | D-5-6527-0107 |      |
| Ohrenbach (Standort) | Freilandstation des Mesolithikums. | D-5-6527-0108 |      |
| Ohrenbach (Standort) | Freilandstation des Mesolithikums. | D-5-6527-0109 |      |
| Ohrenbach (Standort) | Siedlung des Neolithikums. | D-5-6527-0110 |      |
| Ohrenbach (Standort) | Siedlung der Steinzeiten. | D-5-6527-0111 |      |
| Ohrenbach (Standort) | Freilandstation des Mesolithikums. | D-5-6527-0112 |      |
| Ohrenbach (Standort) | Siedlung der Metallzeiten. | D-5-6527-0117 |      |
| Ohrenbach (Standort) | Siedlung der Eisenzeit. | D-5-6527-0118 |      |
| Ohrenbach (Standort) | Freilandstation des Mesolithikums, Siedlung der Latènezeit. | D-5-6527-0119 |      |
| Ohrenbach (Standort) | Siedlung der Steinzeiten. | D-5-6527-0120 |      |
| Ohrenbach (Standort) | Siedlung vor- und frühgeschichtlicher Zeitstellung. | D-5-6527-0122 |      |
| Ohrenbach (Standort) | Teilstück der spätmittelalterlichen und frühneuzeitliche Rothenburger Landhege.                                                                                            | D-5-6527-0279 |      |
| Ohrenbach (Standort) | Mittelalterliche und frühneuzeitliche Befunde im Bereich der evangelisch-lutherischen Pfarrkirche St. Johannes Baptist, Friedhof des Mittelalters und der frühen Neuzeit.  | D-5-6527-0286 |      |
| Ohrenbach (Standort) | Mittelalterliche und frühneuzeitliche Befunde im Bereich der evangelisch-lutherischen Filialkirche St. Johannes Baptist, Friedhof des Mittelalters und der frühen Neuzeit. | D-5-6527-0288 |      |
| Ohrenbach (Standort) | Mittelalterliche und frühneuzeitliche Befunde im Bereich der ehemaligen Johanniterkommende.                                                                                | D-5-6527-0289 |      |
| Ohrenbach (Standort) | Abgegangener Landturm und Zwinger der Rothenburger Landhege. | D-5-6527-0290 |      |

### Bodendenkmäler in der Gemarkung Steinach a.d.Ens
| Lage                        | Objekt                                                                          | Akten-Nr.     | Bild |
| --------------------------- | ------------------------------------------------------------------------------- | ------------- | ---- |
| Steinach a.d.Ens (Standort) | Teilstück der spätmittelalterlichen und frühneuzeitliche Rothenburger Landhege. | D-5-6527-0280 |      |